# پاپیون سیاه

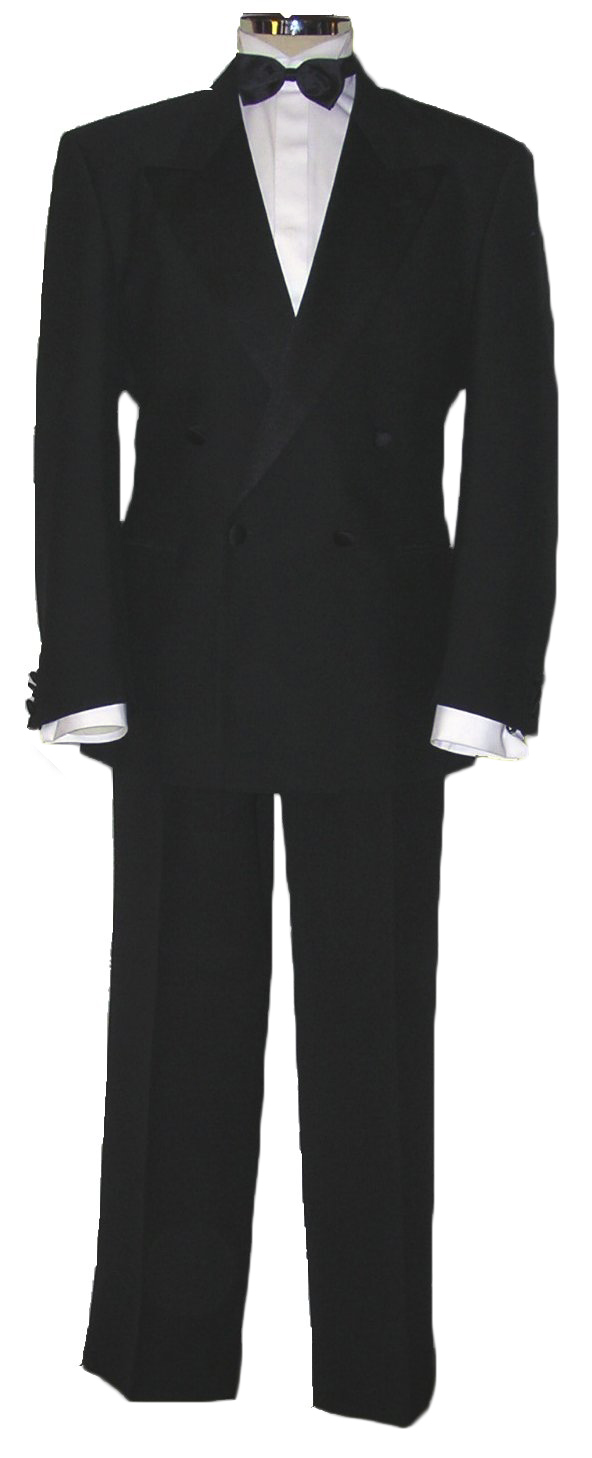
کراوات سیاه مردانه

پاپیون سیاه پوشش غربی نیمه رسمی برای مراسم شامگاهی است که از قواعد پوشش قرن ۱۹ام گرفته شده است. پاپیون سیاه که به طور سنتی فقط برای مراسم برگزار شده پس از ساعت ۷ پوشیده می‌شود از پاپیون سفید کمتر رسمی است ولی از پوشش بیزنس یا غیررسمی رسمی‌تر است. در آمریکا البسه پاپیون سیاه معمولاً تاکسیدو خوانده می‌شود.